# Émile Fiévet
Pour les articles homonymes, voir Fievet.
Émile Fiévet est un footballeur français né le 25 mai 1886 à Pantin (Seine-Saint-Denis) et mort le 23 novembre 1952 dans le 10e arrondissement de Paris. Ce joueur a évolué comme arrière-central principalement à l'Olympique de Pantin. Il a longtemps existé une incertitude autour de son prénom : il a été appelé Victor, Léon ou encore, on a cru que l'initiale de son prénom était A., comme le nom de jeune fille de sa mère (Alfred).
Ce joueur, tourneur-repousseur de profession, est surtout connu pour avoir marqué le premier but dans l'histoire des finales de la Coupe de France. En effet, lors de cette finale du 5 mai 1918, il marqua les deux premiers buts de son équipe (l'Olympique de Pantin), qui gagnera ensuite le match 3 à 0. Il fut également finaliste de la Coupe de France avec la même équipe en 1919.
Émile Fiévet a aussi participé à un match avec l'équipe de France de football. C'était face à l'Italie le 17 mars 1912 à Turin, et l'équipe de France gagna ce match 4 buts à 3. Il aurait pu doubler son capital sélections quelques mois plus tard à l’occasion des J.O. de Stockholm pour lesquels il avait été retenu par le CFI. Mais au dernier moment, la France a déclaré forfait et son compteur est resté bloqué à une seule cape. 

## Palmarès
- Vainqueur de la Coupe de France : 1918
- Finaliste de la Coupe de France : 1919
- Une sélection en équipe de France de football : Italie - France, le 17 mars 1912 à Turin

## Sources
- Par Collectif - L'Équipe, Pierre-Marie Descamps, Gérard Ejnès, Jacques Hennaux ; Coupe de France : La folle épopée ; L'Équipe ; 2007  (ISBN 2915535620)